# 1457 км (зупинний пункт)
1457 км — пасажирський залізничний зупинний пункт Кримської дирекції Придніпровської залізниці на електрифікованій лінії Джанкой — Севастополь між станціями Сімферополь (8 км) та Сімферополь-Вантажний (2 км). Розташований в селищі Молодіжне Сімферопольського району Автономної Республіки Крим

## Пасажирське сполучення
На Платформі 1457 км зупиняються приміські електропоїзди сполученням Сімферополь — Євпаторія та Сімферополь — Джанкой / Солоне Озеро. Зупинний пункт обладнаний приміською квитковою касою.